# Sancho Panza
Sancho Panza es un personaje de la novela El ingenioso hidalgo don Quijote de la Mancha, escrita por Miguel de Cervantes Saavedra. Por su presencia e importancia ha sido considerado coprotagonista del libro y complemento humano y filosófico de Alonso Quijano, personaje principal. Junto a un don Quijote «siempre patético» que vive en un mundo irreal y que prescinde de los resultados de sus acciones, el escritor da cuerpo literario, pero casi vivo, a un individuo que «no sabe diferenciar lo real de lo irreal» aunque en todo momento permanecerá atento al binomio éxito/fracaso. Pareja cómica en la cumbre de la tragicomedia, con un don Quijote entregado a la búsqueda de su Dulcinea (encarnación de «la Belleza y la Virtud»), y un Sancho seducido por la promesa de su cargo de gobernador de la Ínsula, que la pluma de Cervantes convertirá en representación cómica del Poder y de «la encarnación de la Justicia en la realidad –ese tejido de intereses, egoísmo, cobardía».

## Historia

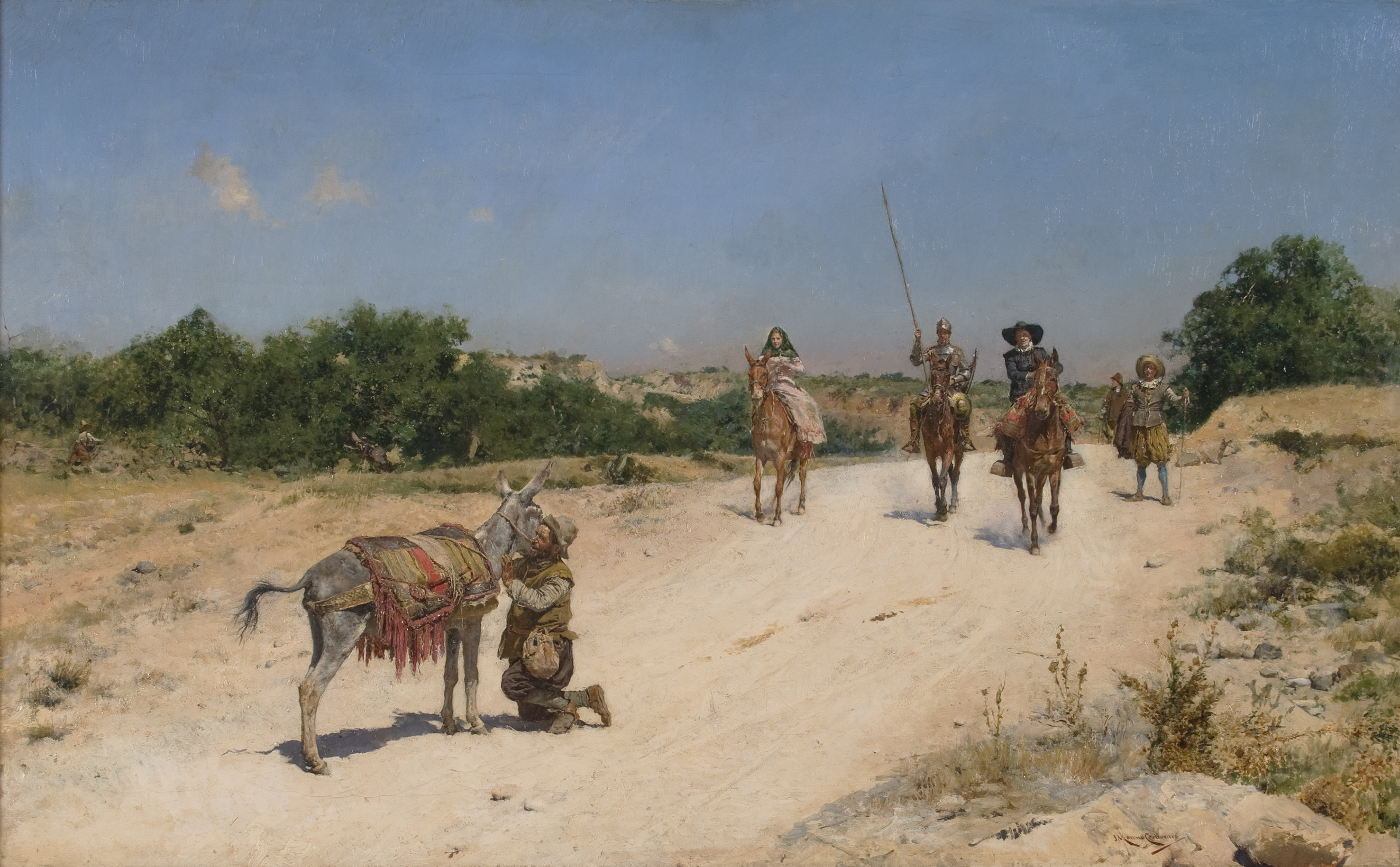
Encuentro de Sancho Panza con el Rucio, cuadro de José Moreno Carbonero (c. 1894), Museo del Prado.

Quijano (don Quijote) es un hidalgo manchego que “sabe muy bien lo que dice y no tiene ni idea de lo que hace”, un caballero del ámbito rural español al que la lectura de literatura caballeresca sume en un estado de locura que le lleva a salir en busca de aventuras. Tras ser armado caballero en una ridícula y patética ceremonia en una venta, y siguiendo la costumbre y tradición que recomienda que todo caballero andante tenga un escudero, don Quijote, elige para tal cometido a Sancho Panza, «un labrador vecino suyo, hombre de bien... pero de muy poca sal en la mollera» (libro I, capítulo VII). Sancho, seducido por su ambición, pues a diferencia de su señor es un hombre realista y práctico, acepta el cargo tras solemne juramento de que le seguirá fielmente, a pesar de que no entiende sus idealismos. Mientras don Quijote se dedica a deshacer imaginarios entuertos en su camino, Sancho, sencillo y pacífico, tratará de disuadirle para que no se meta en complicaciones.
Pero este planteamiento de la trama esconde en su sencilla apariencia la esencia de la lección magistral de Cervantes. El crítico Joaquín Casalduero en el breve prólogo de su edición del libro describe la relación de don Quijote y Sancho como vivencia de tú a tú, el idealismo del uno (del antihéroe absurdo pero entrañable) cabalgará junto a la humana y esencial ambición del otro (explicando la ambición como «impulso de la Historia» y personificándola en un Sancho sin fuerza espiritual ni física y, por tanto «incapacitado para realizarla»).

## Sancho gobernador

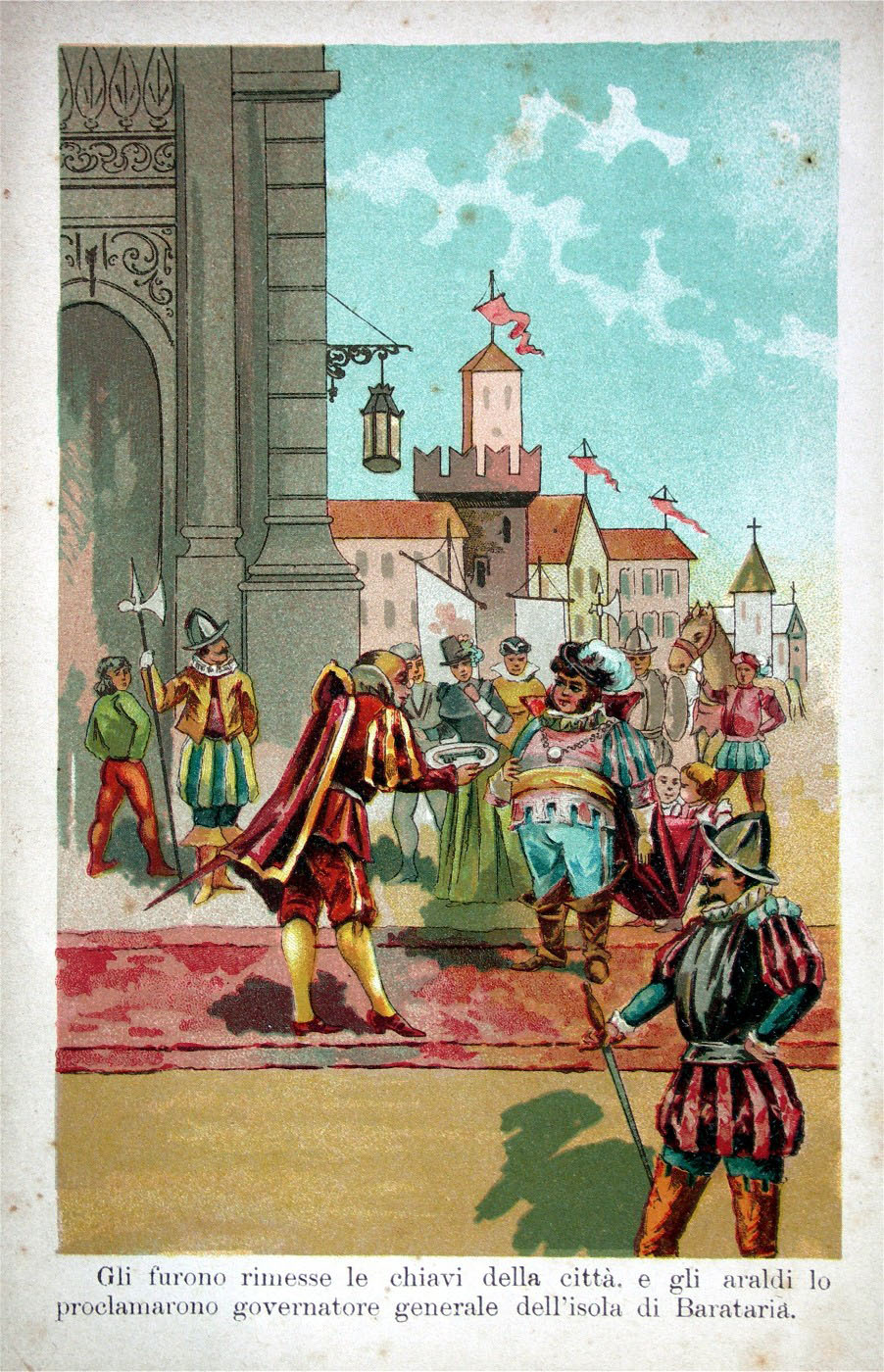
Sancho Panza en la Ínsula Barataria

Es observación común entre cervantistas que si don Quijote es personaje universal, Sancho es nacional, a imagen y semejanza de los prototipos y estereotipos que se fraguan en la Europa del siglo XVII para representar nacionalismos y nacionalidades del continente.
En el proceso de enamoramiento del personaje de Sancho, Cervantes usó el cebo de la ambición humana, inherente a toda gran empresa; la promesa del gobierno de la ínsula Barataria, como “tierra prometida”, seducirá a Sancho a la hora de aceptar el trabajo como escudero. Pero la realización de ese sueño no se hará promesa firme hasta el capítulo 32 de la segunda parte de la novela, cuando el duque le dice a Sancho: «Os mando el gobierno de una [ínsula] que tengo de nones, de no pequeña calidad» (II, XXXII); y aún habrá que esperar al capítulo 45 para que Sancho tome por fin posesión física de la empresa. El proceso ocupa lugar destacado en la bibliografía de los estudios cervantinos, y las reflexiones, análisis y propuestas son numerosas y variopintas: estudios políticos, económicos, psicoanalíticos, amén de literarios, lingüísticos, etc. No obstante este esfuerzo erudito puede sintetizarse en los consejos que don Quijote da a Sancho antes de ir a gobernar la ínsula Barataria.

## Sancho y sus refranes

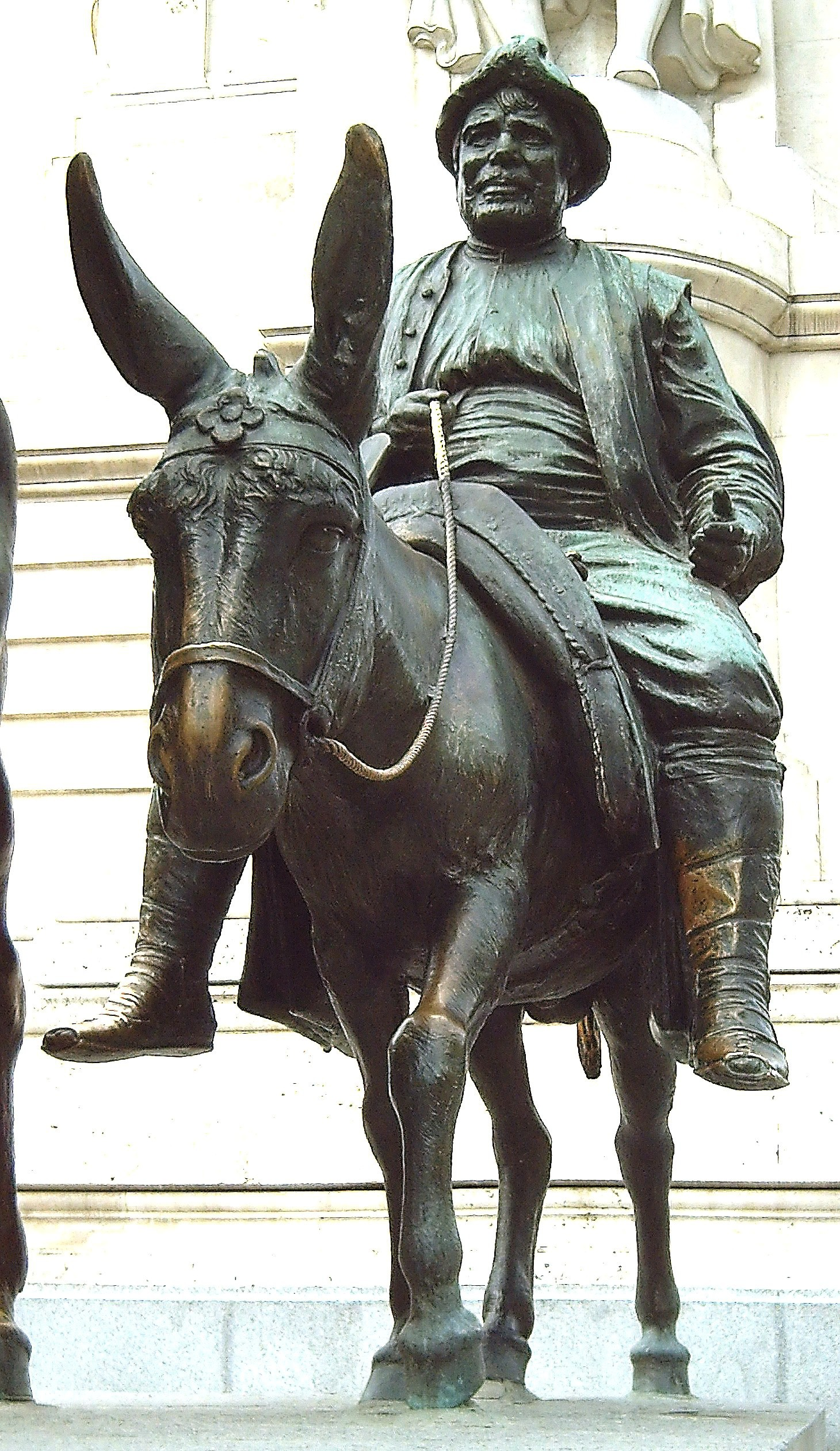
Sancho Panza esculpido en 1930 por Coullaut, en el monumento de la Plaza de España (Madrid)

El refranero y los refranes, recurso de la sabiduría popular tradicional («sentencias breves, sacadas de la experiencia y especulación de nuestros antiguos sabios»), es una de las señas de identidad de Sancho Panza a lo largo de la novela cervantina. Refranes tópicos y populares, aunque caídos en desuso, como «Donde una puerta se cierra otra se abre», «No con quien naces, sino con quien paces», «De noche todos los gatos son pardos», «Ándeme yo caliente, ríase la gente», «Cuando a Roma fueres, haz como vieres», etc. A tantos refranes recurría Sancho, que don Quijote terminó por decirle: 

–No más refranes, Sancho, pues cualquiera de los que has dicho basta para dar a entender tu pensamiento; y muchas veces te he aconsejado que no seas tan pródigo en refranes y que te vayas a la mano en decirlos; pero paréceme que es predicar en desierto, y castígame mi madre, y yo trómpogelas. 

–Paréceme –respondió Sancho– que vuesa merced es como lo que dicen: "Dijo la sartén a la caldera: Quítate allá ojinegra". Estáme reprehendiendo que no diga yo refranes, y ensártalos vuesa merced de dos en dos.

–Mira, Sancho –respondió don Quijote–: yo traigo los refranes a propósito, y vienen cuando los digo como anillo en el dedo; pero tráeslos tan por los cabellos, que los arrastras, y no los guías; y si no me acuerdo mal, otra vez te he dicho que los refranes son sentencias breves, sacadas de la experiencia y especulación de nuestros antiguos sabios; y el refrán que no viene a propósito, antes es disparate que sentencia. Pero dejémonos desto, y, pues ya viene la noche, retirémonos del camino real algún trecho, donde pasaremos esta noche, y Dios sabe lo que será mañana. (Segunda parte, capítulo LXVII).

## Iconografías
Richard Strauss introduce el personaje de Sancho en el universo de la música clásica dentro de los protagonistas instrumentales de su poema sinfónico Don Quijote. En la orquesta quedará representado por la viola solista, la tuba tenor y el clarinete bajo.
De entre las variadas referencias que acercan a Sancho a la música ligera, cabe mencionar el "Sancho Panza Festival" que anualmente se celebra en Alcalá de Henares, cuna de Cervantes. También puede mencionarse su protagonismo en el tema "No More Heroes" de The Stranglers.
En el campo cinematográfico de la animación, Hanna Barbera parodia a Sancho Panda, como un oso panda, en las Aventuras de Don Coyote y Sancho Panda.
En la industria tabaquera, Sancho Panza dio nombre a una marca de habanos en la Cuba de 1852, así como a una marca de cigarrillos de manufactura hondureña presentada por General Cigar en 2001 para el mercado de los Estados Unidos.
También se le dio su nombre a la fase inicial de la sonda espacial "Sancho", cuya continuación, "Hidalgo", chocó contra un asteroide, desviándolo de su curso, mientras Sancho monitoreaba el impacto.